# Utricularia recta
Utricularia recta — вид рослин із родини пухирникових (Lentibulariaceae). 

## Середовище проживання
Ареал: пд.-зх. Гуйчжоу й зх. Юньнань (Китай), Бутан, Гімалаї Індії, пн. М'янма, Непал, Таїланд.